# Церковь Воскресения Христова и Михаила Архангела в Малой Коломне
Церковь Воскресения Христова в Малой Коломне (Мало-Коломенская церковь во имя Михаила Архангела) — утраченный православный храм в Санкт-Петербурге, в Коломне. Относился к наиболее почитаемым городским храмам. По церкви площадь, на которой она находилась, была названа Воскресенской (ныне площадь Кулибина). Храм располагался в створе Торговой улицы (ныне улица Союза Печатников).

## История
В память о рождении великого князя Михаила (младшего сына императора Николая I) и об избавлении от эпидемии холеры, начавшейся в 1831 году, обыватели Малой Коломны решили возвести храм и в октябре 1832 года обратились к Санкт-Петербургскому митрополиту Серафиму с просьбой об получении им у императора разрешения на строительство. Однако разрешение было получено не сразу: чтобы избежать долгостроя, власти поставили условием наличие необходимой суммы. Несколько лет собирали пожертвования; кроме того, в 1840 году вдова прапорщика Анна Лебедева завещала на постройку храма 25 тыс. рублей ассигнациями.
Сумма была собрана, и управляющий Санкт-Петербургской епархией викарный епископ Венедикт обратился в Святейший синод за разрешением на начало строительных работ. Синод 29 декабря 1842 года выпустил указ на имя митрополита Серафима, выделив под здание участок на пустыре под названием Козье болото.
Тем не менее, работы сразу не начались; в мае 1843 года прихожане Малой Коломны просили на этот раз уже митрополита Антония разрешить возведение здания церкви и богадельни и одновременно начали избрание членов строительного комитета. Место председателя прихожане просили занять действительного тайного советника сенатора Ивана Горголи. Он принял предложение и стал руководить созданием строительного комитета, в который вошли видные государственные деятели и именитые купцы. В конце 1843 император разрешил возведение церкви, и вначале была сооружена деревянная часовня, освящённая 10 марта 1846 года. Затем появилась временная деревянная Рождественская церковь, вмещавшая 1000 человек. Она была освящена 22 февраля 1846 года и была разобрана в 1861 году.
Постоянная церковь представляла собой двухэтажное каменное здание в русско-византийском стиле, вмещавшее 1500 человек.
Первоначальный проект храма был выполнен архитектором Алексеем Шевцовым, однако Николай I потребовал «дать церкви лучший вид», что и было сделано Николаем Ефимовым.
Церковь была заложена 12 октября 1847 года. Строительство вынуждены были вести на сваях, поскольку грунты на бывшем Козьем болоте были сложными. Руководили строительством Алексей Шевцов, Василий Небольсин и, с 1850 года, — Франц Руска.
В 1851 году здание было готово, но отделка, которой занимался ученик Константина Тона Карл Маевский, — затянулась.
Главный престол верхнего храма был освящён в честь Воскресения Христова митрополитом Санкт-Петербургским Григорием 28 февраля 1859 года, Тихвинский (южный) придел — 4 октября 1859 года, а Михайловский (северный) — 8 ноября 1861 года. По Михайловскому приделу церковь и получила своё неофициальное название.
Первым настоятелем храма был протоиерей Константин Опатович (08.09.1821—02.11.1872), прослуживший там 24 года.
Резные сосновые иконостасы верхнего храма были выполнены охтинским резчиком П. М. Алексеевым, иконы главного придела — В. Н. Бовиным и К. С. Осокиным, роспись купола — также К. С. Осокиным, лепка — С. И. Муратовым.
Главным почитаемым местом храма являлась устроенная в крипте церковь во имя Рождества Христова, которая была закончена архитектором Сергеем Садовниковым в 1870 году. Она в точности воспроизводила подземный Вертеп в Вифлеемской базилике Рождества Христова как формой, так и размерами. К стене церкви были приделаны мраморные ясли с Младенцем Иисусом. Каждую пятницу здесь совершался акафист Рождеству Христову. Эту церковь-вертеп в нижнем храме и придел Иоанна Крестителя, созданный на средства церковного старосты Н. И. Глазова, освятил 22 июня 1880 года митрополит Исидор; Рождественский придел был освящён 22 декабря 1887 года.
В 1895—1897 годах в створе Торговой улицы на средства вдовы купца Фомина П. А. Фоминой была выстроена каменная часовня, сменившая первоначальную деревянную (архитектор Иван Гольмдорф).
В 1894 году выполнен капитальный ремонт церкви, в 1905 году проведён очередной капитальный ремонт, завершившийся малым освящением, а в 1910 году были обновлены серебряный престол и росписи, созданные под руководством художника В. М. Измайловича. В 1906 году вокруг церкви устроили сквер и обнесли его оградой из чугуна.
Приход активно занимался благотворительной деятельностью: «Женская богадельня Александры Калитиной» и «Общество вспоможения бедным» были на церковном попечении. Казначеем общества был Александр Сомов — брат художника Константина Сомова.
Советские власти закрыли церковь в марте 1932 года и в этом же году снесли, несмотря на протесты верующих; на площади был разбит сквер. Церковную утварь и некоторые иконы перенесли в Русский музей и Покровскую церковь в Коломне на площади Тургенева.
Существуют предположения, что нижняя церковь в 1932 году была засыпана и сохранилась до наших дней. Планируется провести исследования и раскопки. На месте разрушенного храма Воскресения Христова 21 июня 2009 года установлен поклонный крест.